# جوفن كيراك
جوفن كيراك (بالتركية: Güven Kıraç)‏ هو ممثل تركي، ولد في 5 أبريل 1960 بإسطنبول في تركيا.

## أعمال

### أفلام
- (2004) كباب اتصال
- (2004) وجها لوجه[2]
- (2007) حافة الجنة[3]
- (2016) قط شرير[4]

## وصلات خارجية
- جوفن كيراك على موقع IMDb (الإنجليزية)
- جوفن كيراك على موقع ألو سيني (الفرنسية)
- جوفن كيراك على موقع ميوزك برينز (الإنجليزية)
- جوفن كيراك على موقع أول موفي (الإنجليزية)
- جوفن كيراك على موقع أول موفي (الإنجليزية)
- جوفن كيراك على موقع قاعدة بيانات الأفلام السويدية (السويدية)
- جوفن كيراك على موقع قاعدة بيانات الفيلم (الإنجليزية)
- جوفن كيراك على موقع كينوبويسك (الروسية)